# Arauzo de Miel
Arauzo de Miel es un municipio y localidad española de la provincia de Burgos, en la comunidad autónoma de Castilla y León. Perteneciente a la comarca de Sierra de la Demanda, el término municipal, que incluye también a la localidad de Doña Santos, cuenta con una población de 272 habitantes (INE 2024).

## Geografía
La geografía es variada. Es agreste en pequeñas peñas rocosas y montes cubiertos de sabinar y de pinos negrales (Pinus nigra) de la época resinera, con vallejos y pequeñas vegas cultivadas. En los terrenos de mayor altitud hay montes de pino albar (Pinus sylvestris).
Como punto de mayor altitud está la Pinareja, con 1226 m sobre del nivel del mar, y el monte San Cristóbal, a unos 1186 m, donde hay un mirador accesible sobre la meseta castellana en el entorno de la ermita de San Cristóbal.
La zona recreativa de Pinarejos en torno a la ermita de la Virgen de Pinarejos está comprendida en su término municipal.
Tiene titularidad compartida con el vecino municipio de Huerta de Rey sobre el monte MUP 225 conocido como el Comunero.
En el cauce del río Aranzuelo que discurre por el término se sitúa la represa de control de riadas ocasionales y la toma por conducción soterrada que abastece la presa de regadío situada en el municipio vecino de Arauzo de Salce. 
Pertenece a la comarca de Sierra de la Demanda y al partido judicial de Salas de los Infantes.  

### Hidrografía
- Río Aranzuelo: nace en Doña Santos y confluye en el río Arandilla a unos 44 km. Tiene un manantial continuo en la laguna, actualmente canalizada, llamada Puziarón o de "El Ojo". Se ha creado un área de recreo en este entorno. Tiene fuente y abrevadero pilón en el casco urbano, y un lavadero junto a este río.
- Río Bañuelos: nace en Fuente Bañuelos ubicada en el término municipal de Araúzo de Miel, próxima a la localidad de Caleruega. Es tributario del río Duero después de recorrer 29 km.
- Río Mayor: nace en el término de Peñacoba se adentra en Doña Santos, pasa al término de Espinosa de Cervera y desemboca en el río Esgueva.
- Arroyo de Fuente Barda: nace en Fuente Vega Horno en el límite de Peñacoba con Doña Santos.

## Medio ambiente
El 61 % de su término (3466,9 ha) queda afectado por la ZEPA Sabinares del Arlanza, donde pueden encontrarse ejemplares de buitre leonado (Gyps fulvus) y alimoche (Neophron percnopterus). Desde el 29 de noviembre de 2018, se encuentra definitivamente bajo Plan de Ordenación de Recursos Naturales de Sabinares del Arlanza-La Yecla.
En 1955, el naturalista Félix Rodríguez de la Fuente se llegó a Arauzo de Miel en busca del azor. Trabó amistad con una familia local, y más tarde rodó allí algunos de los episodios de El Hombre y la Tierra, concretamente el episodio titulado «El pirata de la espesura».
En marzo de 2022, unas jornadas dedicadas al naturalista recuperaron la memoria de su paso por Arauzo, a la vez que se inauguraba una placa conmemorativa.
En 2013 el Ayuntamiento de Arauzo de Miel, junto a otros cinco de la comarca, creó el Coto Micológico Pinares Sur de Burgos.

## Historia
El término Arauzo de Miel aparece desde mediados del siglo XI como Arabuzo de Gomielle (1062) y ya en el siglo XII en los deslindes entre diócesis de Burgos y Osma como Arauz de Miel (1113) o Arauzh de Mel (1136). 
En el libro Becerro de las Behetrías de Castilla del siglo XIV se incluye en la Merindad de Santo Domingo de Silos como Araus de Miel. Consta que tenía obligación de pagar la martiniega por derechos de rey y pagar cada año por derechos de señor, que entonces era Ramir Flores de Guzmán.
En el Censo de Vecindarios de la Corona de Castilla realizado en 1591 se denominada Arauço de Miel, pertenecía al partido de los Arauces, incluida en la provincia de Burgos. El partido contaba con 876 vecinos pecheros.
Con el otorgamiento del privilegio de villazgo por el rey Felipe IV, de 22 de junio de 1637, dejó de ser considerado lugar y pasó a ser villa.
Históricamente su economía estuvo marcada por la arriería y sus formas de trabajo, con la cercanía de rutas como la que pasaba por Huerta de Rey y la Venta de Tejeriza de Burgos a Cuenca, según el cartógrafo Pedro Juan Villuga en su Reportorio de todos los caminos de España de 1546. En el Catastro de Ensenada de 1749, constaban 84 arrieros y 14 aprendices sobre 125 labradores.
Villa perteneciente a la jurisdicción de Los Arauzos, de realengo, en el partido de Aranda de Duero, con alcalde ordinario.
Como lugar con 163 vecinos aparece en la descripción histórica del Obispado de Osma que hizo Juan Loperráez Corvalán en 1788, contando con el despoblado de Texeriza, como parte del arciprestazgo de Coruña.
Gran importancia tuvo la industria resinera en esta comarca de Pinares, cuyo desarrollo se fomentó desde 1785 con el establecimiento de la Real ordenanza de Carlos III para las fábricas de betunes y así se promovió la repoblación intensiva con pino resinero. Hubo hornos tradicionales para aceitinebro, betún de toconas, pero la única fábrica se construyó  a principios del siglo XX para la obtención de aguarrás y colofonias.
El municipio en Arauzo de Miel alberga la parroquia de Santa Eulalia de Mérida con una iglesia de varios estilos, destacando una impresionante portada. Mantiene tres ermitas de las muchas que hubo, como son la ermita de la Soledad junto al cementerio municipal, la ermita de San Cristóbal y la ermita de Pinarejos. En los archivos del Arzobispado de Burgos constan registradas en 1742 las siguientes ermitas como Nr. Sra de la Soledad, Nr. Sra de Plumarejos (como se conocía a la hoy Pinarejos y antes Pumareios), Nr. Sra. de los Prados, Nr. Sra. de los Prados, el Humilladero, San Vicente, Santa Eufemia y San Román. La localidad de Doña Santos alberga la iglesia de san Juan Bautista que fue erigida en 1779 como parroquia. De los diversos despoblados el más reciente es Tejeriza, cuya iglesia fue demolida en 1736, junto a la carretera hacia el municipio vecino de Mamolar.
Durante el Trienio Liberal (1820-1823), Arauzo de Miel contó con juez de primera instancia.
El 26 de julio de 1836 el brigadier Basilio Antonio García se batió en Arauzo de Miel con la columna liberal del coronel Azpiroz. Tras deambular varios días por esa zona, hizo una breve incursión en Aragón.
La localidad de Arauzo de Miel tiene una plaza de toros sobre la ribera del río Aranzuelo, donde se hacen novilladas cada verano.

## Demografía
Arauzo de Miel cuenta con una población de 272 habitantes (INE 2024).
| Gráfica de evolución demográfica de Arauzo de Miel entre 1842 y 2021                                                  |
| |
| Población de derecho según los censos de población del INE. Población de hecho según los censos de población del INE. |

## Gastronomía
- Morcillas
- Pisto